# Óscar Paulín
Oscar Raúl Paulín Delarrosa (Resistencia, Argentina, 31 de julio de 1952) es un exfutbolista y entrenador paraguayo. Como futbolista jugaba en la posición de defensa y jugó en la Copa Libertadores de 1977.

## Clubes

### Como jugador
| Club              | País      | Año       |
| ----------------- | --------- | --------- |
| Chaco For Ever    | Argentina | 1973      |
| Aldosivi          | Argentina | 1974-1976 |
| Olimpia           | Paraguay  | 1977      |
| Guaraní           | Paraguay  | 1978-1979 |
| Sportivo Luqueño  | Paraguay  | 1980      |
| LDU Portoviejo    | Ecuador   | 1981-1982 |
| Oriente Petrolero | Bolivia   | 1983      |
| Olimpia           | Paraguay  | 1984      |